# Isla Kuş
Isla Kuş (en turco: Kuş Adası, literalmente 'isla de Aves') o bien isla Arter (en armenio: Արտեր; en kurdo: Girava Artiyê) es una pequeña isla en el lago Van, en Turquía, en la ahomóga provincia de Van. Esta ahora deshabitada, pero antes tenía un pequeño monasterio armenio, cuyas ruinas todavía se pueden ver.